# Вілла Паллавічіно (ботанічний сад)

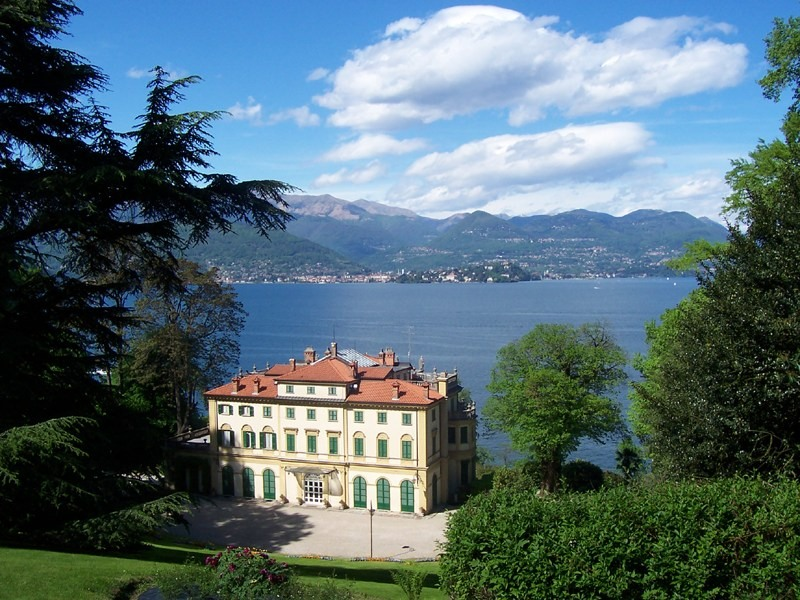
Stresa- Villa Pallavicino

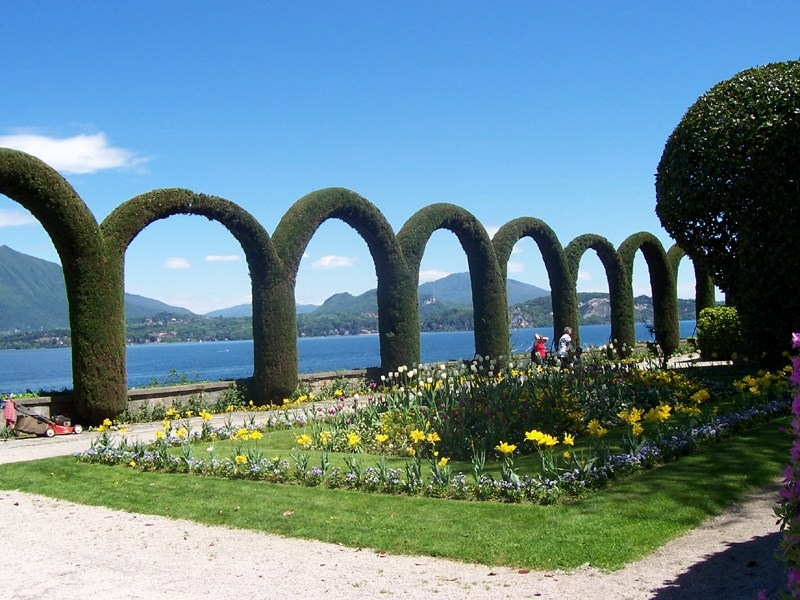
Ботанічний сад

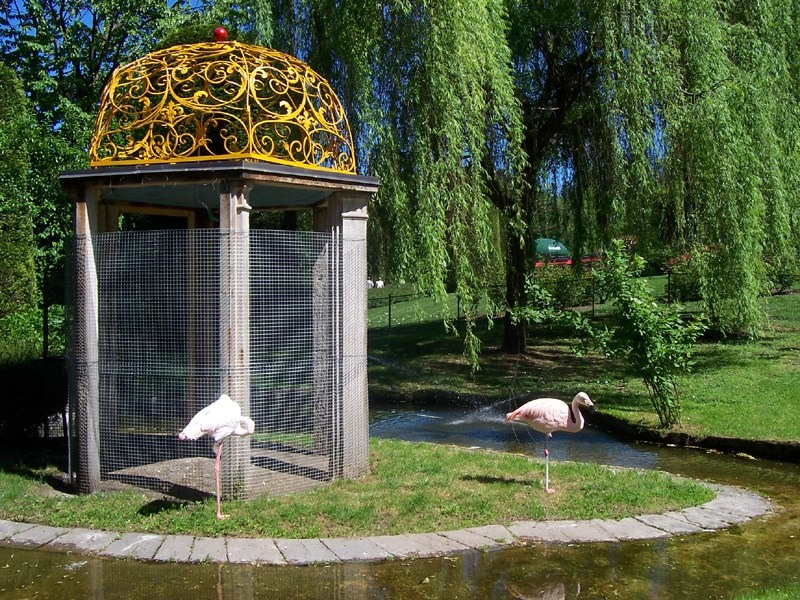
Фламінго

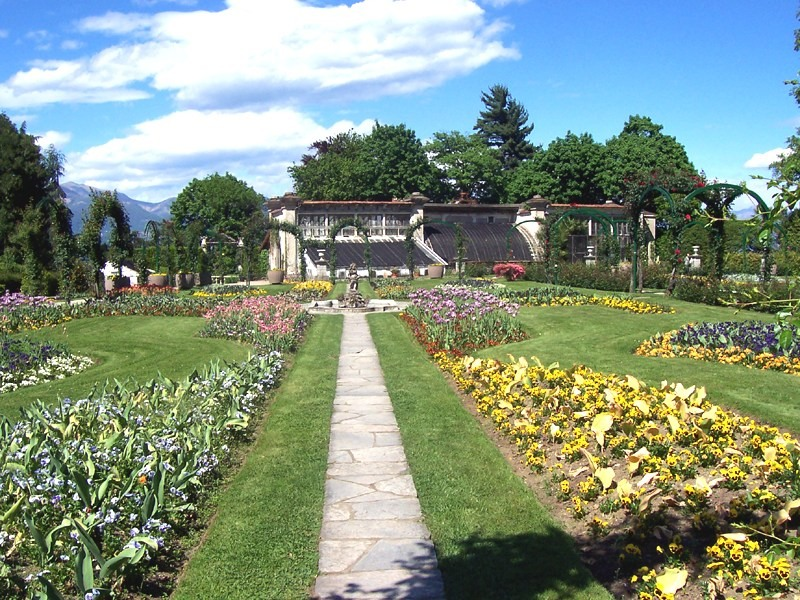
91StresaParcoPallavicino

Парк "Вілла Паллавічіно" розташований у Стрезі, озеро Маджоре, П'ємонт, Італія. Парк займає площу близько 20 гектарів, містить прекрасний ботанічний сад, зоопарк, численні доріжки для прогулянок, вілли, пікнік-зони, обладнані дитячі майданчики.
Чарівність парку чудово доповнює вид на озеро і навколишні гори.

## Історія
Будівля Вілли Паллавічіно в пізньому неокласичному стилі розташована на схилах пагорба вздовж дороги Стреза — Бельджірате.
У 1855 р. держ. службовець Ruggero Bonghi придбав "sabbion grosso" — декілька  ділянок землі, де побудував невеличку віллу; в 1856 році він купив також сусідній маєток "La Filippina" з будівлею і об'єднав усі ділянки в один великий маєток. 
У 1857 р. новим власником земель став Duca di Valleombrosa (герцог з Валлеомброза), який значно розширив віллу і розпочав землевпорядні роботи, посадив різні види дерев. У 1862 р. маєток переходить у власність до Marchese Ludovico Pallavicino di Genova (маркіза Людовіко Паллавічіно з Дженови).
Маркіз збільшив розмір парку, систематизував його "all'inglese" - в англійському стилі і проклав стежки.

## Флора
Парки і сади на озерах дуже відрізняються від тих, що знаходяться в інших регіонах Італії. Тут зростають рослини, пристосовані до вологого клімату і кислих ґрунтів озер :
- Albizzia
- Cachi
- Ippocastano
- Faggio Pendulo
- Frassino
- Ginko
- Magnolia
- Liriodendro
- Platano
- Rododendro
- Tasso
- Sequoia

## Фауна
В зоокуточку можна спостерігати за більш як 40 видами екзотичних птахів і ссавців (лами, кенгуру, зебри, фламінго, павичі):
- Rosella Di Pennat
- Rosella Comune
- Pappagallo Cenerino
- Lofoforo Splendente
- Cacatua Delle Ninfee
- Cavallo Falabella
- Pecore Saltasassi
- Cane Della Prateria
- Capra Camosciata
- Moffetta
- Pellicano
- Furetto
- Ara Blu E Gialla
- Castoro Canadese
- Cercopiteco Grigioverde
- Pavone
- Gru Antigone
- Gufo Reale
- Lama
- Lepre Della Patagonia
- Macaco Nemestrina
- Nandù
- Tucano
- Canguro Di Bennet
- Fenicottero
- Daini
- Capre Tibetane
- Cane Procione